# 朴南春
朴 南春（パク・ナムチュン、1958年7月2日 - ）は、大韓民国の政治家。仁川広域市長（民選7期）、第19・20代国会議員。本貫は潘南朴氏。

## 経歴
1958年7月2日、京畿道仁川市（現・仁川広域市）生まれ。済物浦高校卒。高麗大学校行政学学士、ウェールズ大学大学院交通経済学修士。1980年に行政高等考試に合格する。1983年に空軍防空砲兵学校を卒業。階級は空軍中尉。1985年に海運港湾庁で課長に就任、1998年には盧武鉉が長官を務めていた、海洋水産部総務課課長に就任した。
2003年に盧武鉉が大統領に当選し、大統領職引き継ぎ委員会ができると委員に任命され、青瓦台に入った。同年11月に大統領秘書室国政状況室長に就任し、大統領に第17代総選挙出馬を勧誘されたが、出馬せず2005年には人事制度秘書官に就任し、2006年には人事首席秘書官に昇格した。この人事は、海洋水産部時代に盧武鉉が推進した政策を積極的に指揮するなどして、好印象を残したためとされる。
2012年4月に行われた、第19代総選挙で民主統合党候補として、仁川広域市南洞区甲から立候補し、当選した。
2016年4月に行われた、第20代総選挙で共に民主党から立候補し、再選を果たした。2018年5月に議員辞職し、同年6月に行われた第7回全国同時地方選挙で仁川広域市長選挙に共に民主党から立候補し、現職の劉正福を抑えて当選した。2019年には、日本の横浜市を訪問し、林文子市長と会談した。
2022年6月に行われた第8回全国同時地方選挙でも仁川広域市長選に出馬したが、投票の結果、元職の劉正福に敗れ落選した。退任後、市長時代に抜擢した公務員も大量に退職した。

## エピソード
仁川市長在任中の2019年6・7月ごろに2か月にわたり市内の水道水が赤くなる事件、2020年7月ごろに水道水に幼虫が混入する事件が発生した。しかもいずれも事件発生から半月が経っても謝罪がなかったため、市民からの批判を受けた。